# Prélude de la porte héroïque du ciel
Prélude de la porte héroïque du ciel est une œuvre pour piano d'Erik Satie composée en 1894. 

## Présentation
En 1892, Satie rompt son engagement dans le mouvement rosicrucien de Joséphin Peladan pour fonder l'année suivante sa propre église, l'Église métropolitaine d'art de Jésus conducteur (en), dont il est l'autoproclamé « parcier et maître de chapelle », et d'ailleurs le seul fidèle. 1893 est aussi l'année de sa rupture avec Suzanne Valadon et de la publication dans la « revue d'ésotérisme, de littérature, de science et d'art » Le Cœur de Jules Bois d'une de ses Gnossiennes.
C'est donc naturellement qu'il compose l'année suivante un prélude pour piano destiné à la pièce de son ami, le drame ésotérique La Porte héroïque du ciel , représenté la première fois le 29 mai 1894 à Paris.
L’œuvre de Satie est initialement publiée au sein de l'édition en 1894 du drame de Jules Bois par la Librairie de l'art indépendant, puis en partition séparée par Rouart-Lerolle en 1912. Dans cette dernière, le compositeur déclare : « je me dédie cette œuvre ». 

## Analyse
La pièce, qualifiée par Guy Sacre de « mieux venue de toutes ses œuvres « mystiques » », est d'une durée moyenne d'exécution de cinq minutes environ.
Si l’œuvre, à l'instar des autres de cette période dite mystique de Satie (comme les Sonneries de la Rose+Croix ou les Préludes du Fils des étoiles), utilise « les mêmes successions d'accords, les mêmes juxtapositions de cellules, et ces redites, et ces rythmes bancals et monotones », elle se distingue, selon Sacre, grâce à « une certaine suavité tant mélodique qu'harmonique ».
Vincent Lajoinie souligne que les recherches formelles et les spéculations ésotériques de la pièce cèdent « la place à un hédonisme sans arrière-pensées, qui s'exprime nettement au travers d'une harmonie dépassant probablement en raffinement les meilleures réalisations du musicien en ce domaine (Gymnopédies, Sarabandes, Prélude d'Eginhard) ». Et de conclure que l’œuvre « se révèle en fait comme l'une des plus grandes réussites — musicalement parlant — de la période mystique, et peut-être comme l'une des plus faciles d'accès ».
Le Prélude de la porte héroïque du ciel est orchestré par Roland-Manuel en 1911 et donné en concert le 17 juin 1912 salle Gaveau, représentation à laquelle Satie n'assiste pas, faute de posséder un costume décent.

## Discographie
- Satie: Complete Piano Music, Jeroen van Veen (piano), Brilliant Classics 95350, 2016.
- Tout Satie ! Erik Satie Complete Edition[12], CD 6, Aldo Ciccolini (piano), Erato 0825646047963, 2015.
- Erik Satie Piano Music, Håkon Austbø (piano), Brilliant Classics 99384, 1999.

### Ouvrages généraux
- Guy Sacre, La musique pour piano : dictionnaire des compositeurs et des œuvres, vol. II (J-Z), Paris, Robert Laffont, coll. « Bouquins », 1998, 2998 p. (ISBN 978-2-221-08566-0).
- Adélaïde de Place, « Erik Satie », dans François-René Tranchefort (dir.), Guide de la musique de piano et de clavecin, Paris, Fayard, coll. « Les Indispensables de la musique », 1987, 867 p. (ISBN 978-2-213-01639-9, OCLC 17967083).
- Alfred Cortot, La musique française de piano, Paris, Presses universitaires de France, coll. « Quadrige », 1981, 762 p. (ISBN 2-13-037278-3).

### Monographies
- Bruno Giner, Erik Satie, Paris, Bleu nuit éditeur, coll. « Horizons » (no 51), 2018, 176 p. (ISBN 978-2-35884-060-6), p. 41-56.
- (en) Robert Orledge, Satie the composer, New York, Cambridge University Press, coll. « Music in the 20th Century », 1990, 394 p. (ISBN 978-0-521-35037-2).
- Vincent Lajoinie, Erik Satie, Lausanne, Éditions L'Âge d'Homme, 1985, 443 p. (ISBN 978-2-8251-3228-9), p. 79-81.
- Anne Rey, Satie, Paris, Éditions du Seuil, coll. « Solfèges », 1974, rééd. 1995, 192 p. (ISBN 978-2-02-023487-0 et 2-02-023487-4).